# Eger-patak (Balaton-felvidék)
A Veszprém vármegyei Eger-patak a Balaton-felvidéken található, a Déli-Bakonyban ered, ahol egyesülve a Vázsonyi-Séd patakkal, keresztül folyik az Eger-völgyén és a Tapolcai-medencén, míg végül a Badacsony mellett Szigligetnél a Balatonba torkollik. Medre egy darabon a Káli Medence Tájvédelmi Körzet északi határa. A patak a Balaton-felvidék leghosszabb felszíni vízfolyása.
Mind a Káli-medencében, mind pedig a Balaton-felvidéki Nemzeti Park további területein számos védett növény és állatfaj él, így az Eger-patak környékén is.
A Bakony nyugati vidékén folyó patakot gyakorta Eger-víz néven is emlegetik, illetve több térképen is ezzel az elnevezéssel szerepel. Fényes Elek 1841-ből még Éger-ként, Zala vármegye 4. folyóvizeként említi, amely 100-nál több malomnak szolgáltat vizet.
2023-ban, a Veszprém-Balaton2023 Európai Kulturális Főváros eseményeként Márta István zeneszerző létrehozta az Eger-víz patakművészeti őrség 13 településen a Balaton északi partján című projektet, hogy a kultúra, a tudomány és oktatási programok segítségével hívja fel a figyelmet az élővíz fontosságára, megőrzésére.

## Vízrajza

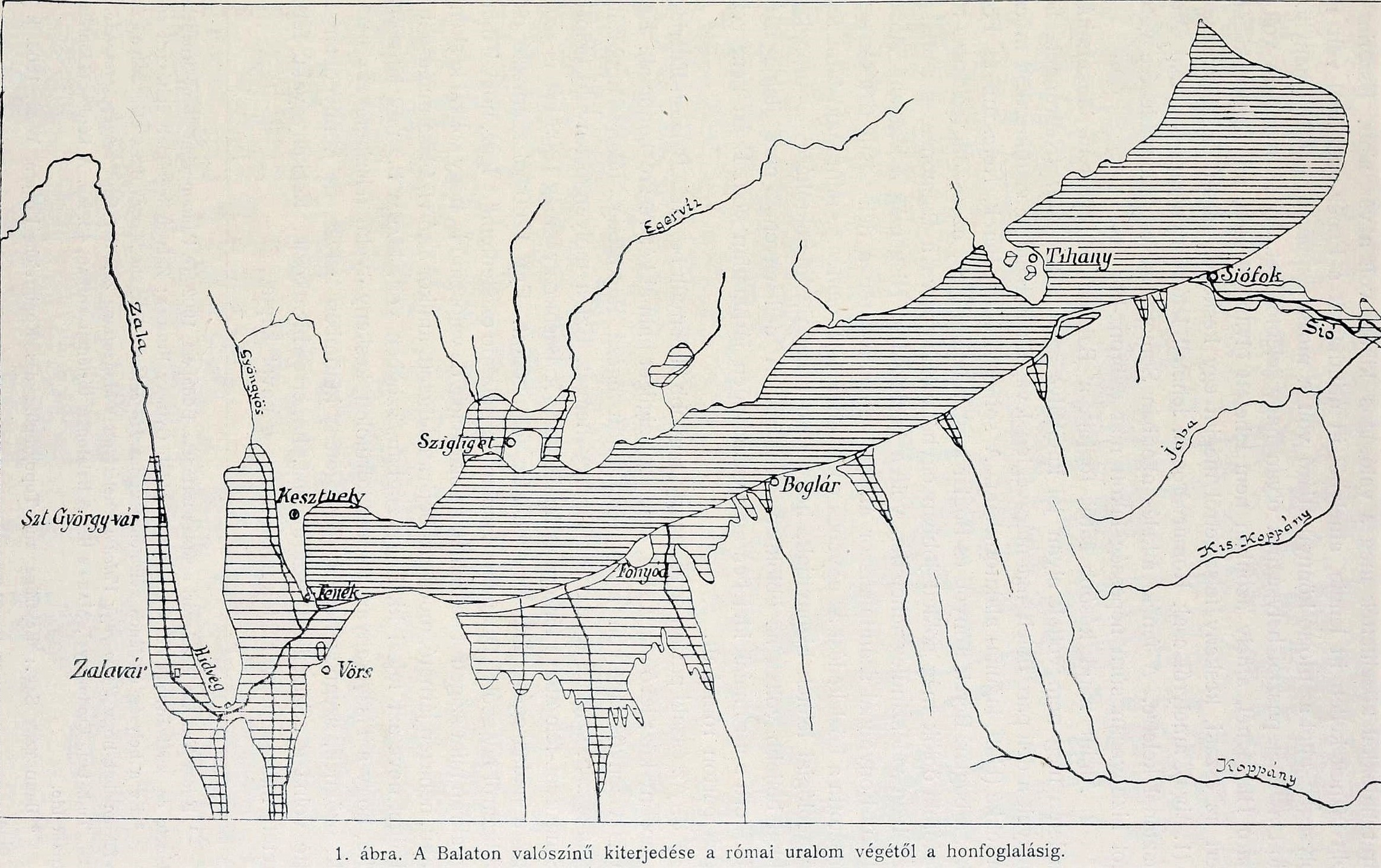
Cholnoky Jenő: Az Egervíz medre és a Balaton valószínű kiterjedése a római uralom végétől a honfoglalásig,(1918)

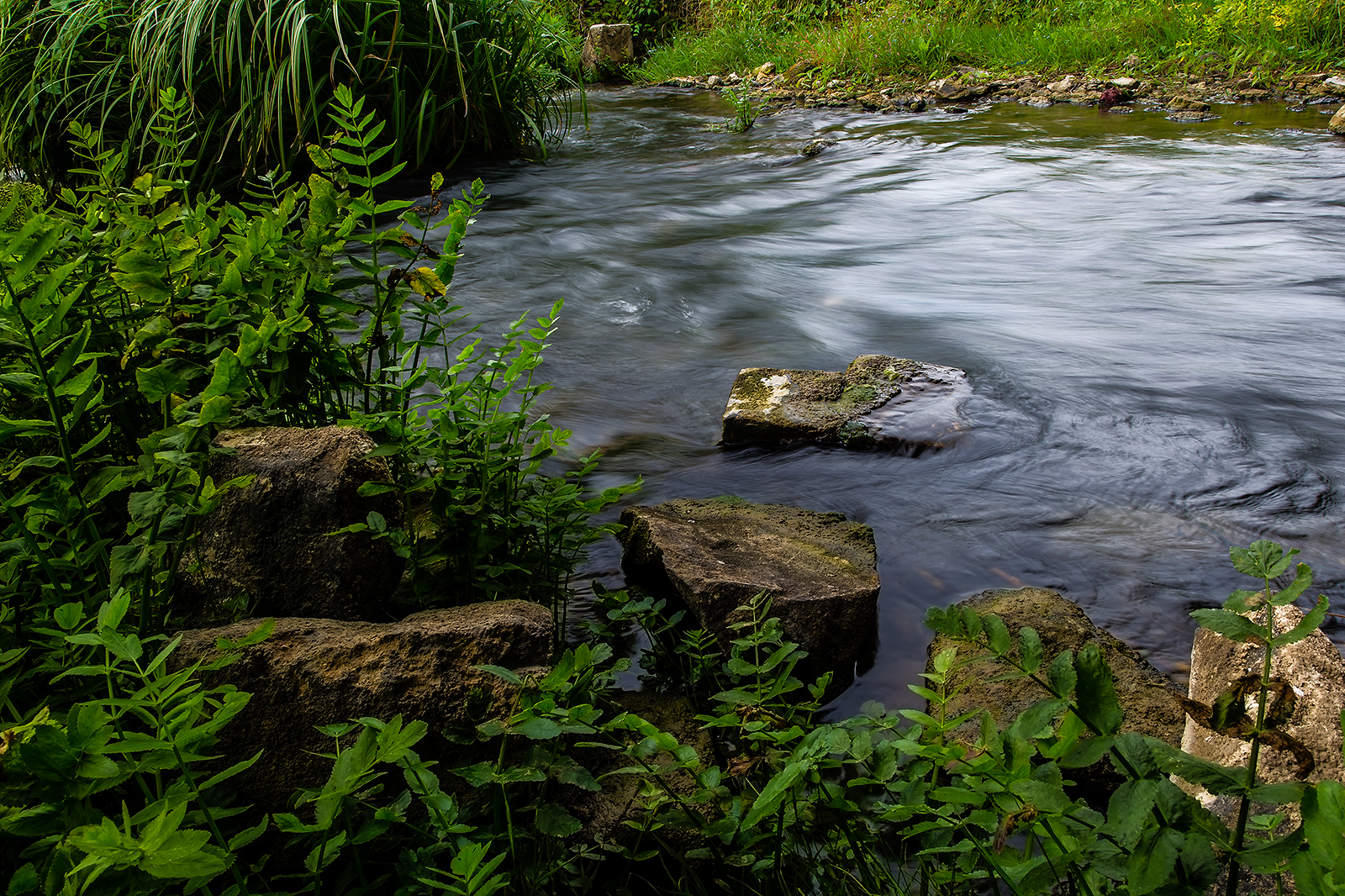
Eger-patak, Monostorapáti

### Földrajz
A Balaton északi partján a tóba torkolló jelentősebb vízfolyások alapvetően négy nagyobb tájegységről származnak: a Tapolcai-medencéből, az Eger-víz részvízgyűjtőjéről, a Káli-medencéből, valamint a Pécselyi-medencéből.

### Eredet
Egyes források szerint Öcs község határában ered, a Kab-hegy lábánál.
Más, elsősorban 20. század elejei források a Vázsony-Séd forrásától, mint annak folytatása eredeztetik, a Tótvázsony fölötti Kövesgyűrpusztától, vagy – annak "vízbújtató" hatása miatt – még távolabbról.

### Lefolyása

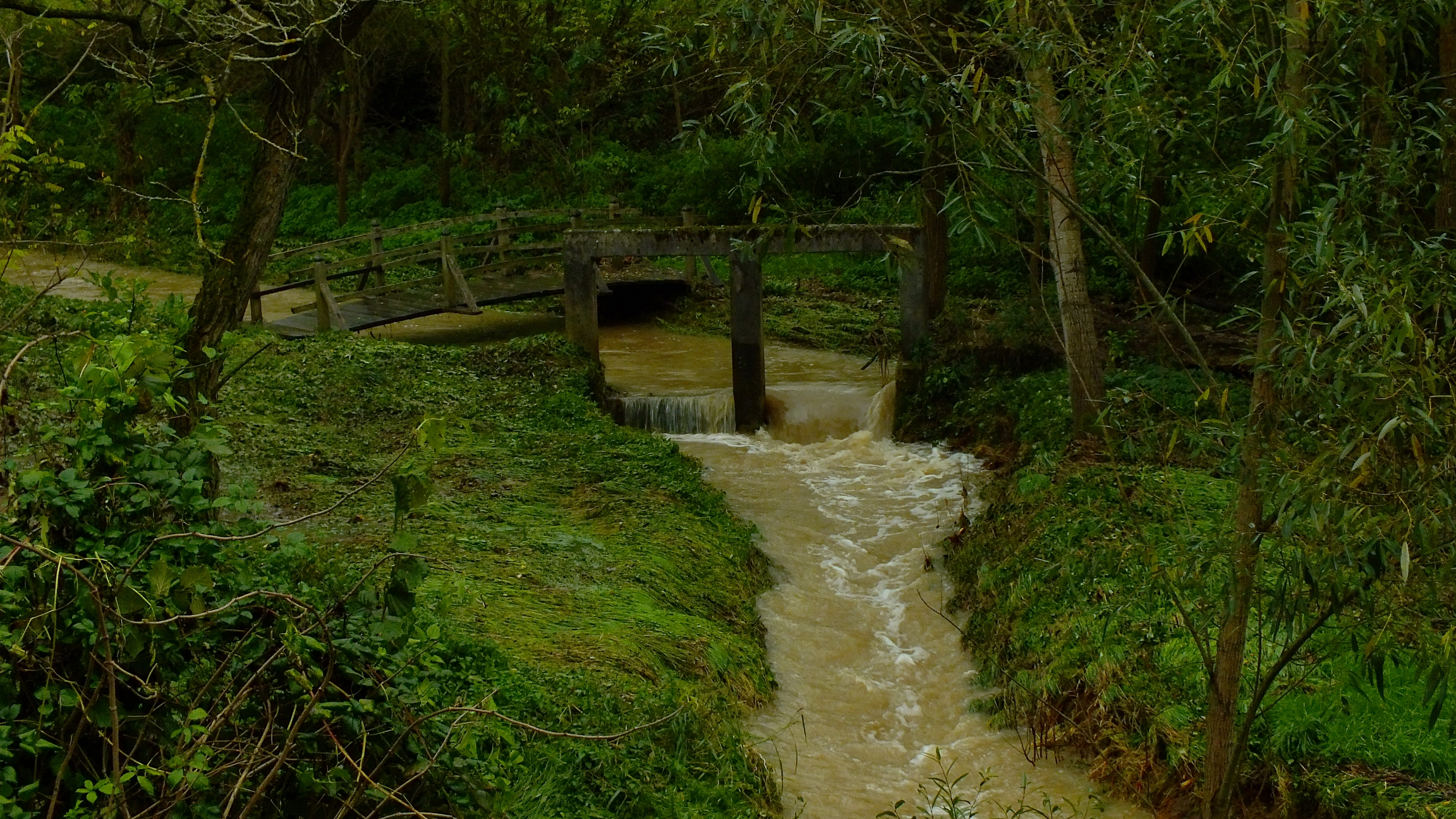
A megáradt Eger-patak Kapolcsnál 2014 októberében

Az Eger-patak a Déli-Bakonyban ered a Kab-hegy lábánál, Öcs település közelében. Innen a patak 32 kilométert tesz meg, míg végül a Balatonba torkollik. Útja során főleg déli-délnyugati irányban folyik az Eger-patak, mely Hegyesd községnél a patak felduzzasztásával a nyolcvanas években létrehozott víztározón folyik keresztül. Ezután Tapolca felé veszi az irányt, de közvetlenül nem folyik át a város belterületén, hanem annak keleti határában folytatja útját. A patak ezután délnek veszi az irányt és Szigliget-Badacsonytördemic térségében éri el a Balatont. A Szigliget és a Badacsony között fekvő mocsaras-lápos rész négy, egymástól elkülönülő részből áll, melyek elnevezései: Lábdi-rétek, Malom-rét, Nádverő, Lúdgége, amelyek védett vízivilágát és élőhelyeit nemrégiben a Natura 2000 program keretében természetvédelmi területté nyilvánították.
Az Eger-patakba torkollik a Ráskai-patak Kapolcs belterületén. A patakot ezen kívül több kisebb vízfolyás táplálja.

## Gazdaság

### Hasznosítása
Egykori természetes állapotában, még a hegyvidék bányászatának megkezdése előtt a Balaton-felvidék legbővizűbb vízfolyása volt. A Bakony délnyugati-déli térségében folytatott bányászat depressziós hatása és a csapadékszegény időjárás miatt az 1990-es évekre vízhozama jelentősen csökkent, így hasznosításának jellege is megváltozott. Számos egykor működő malom, manapság elhagyatva, vagy üdülőnek, vendéglátóipari egységnek átalakítva áll és még ma is megtalálható.

### Malmok
Az Eger-patak mentén egykor száznál is több kallómalom, liszt- és fűrészmalom működött, de volt itt olajütő malom is. Vize télen sem fagyott be, így – hacsak a nyári aszály ki nem szárította a medret – folyamatosan üzemeltek, s nem csak a helyi szükségleteket látták el. Akár 30 kilométerről is elhozták terményeiket a környékbeli gazdák, eleven, pezsgő életet biztosítva. A molnárok gyakran meg is vendégelték az őröltetőket. Mária Terézia idejében a konkurencia erősödésével már maguk gyűjtötték be az őrlendőt. A molnárok csak kis része volt tulajdonos, általában bérelték (árendába vették) az egyháztól, faluközösségtől, vagy földesúrtól. Érdekeik védelmére céhekbe tömörültek, szabályozták költségeiket, jogaikat, s információs szolgálatként működtek. Sőt, gondoskodtak arról, hogy a molnár halála után a malom el ne vesszen. A 19. században a malomipar nagy fejlődésen ment keresztül és Európa élvonalába került. A nagy teljesítményű hengermalmok üzembelépésekor az 1900-as évek elején a patak Nagyvázsony és Szigliget közti szakaszán még 46 működő malom állt. Az Eger-völgyben nagy részük az államosítás után is fennmaradt, de főleg a kisebb kapacitásúak egyre gazdaságtalanabb üzemeltetése miatt előbb a községi tanácsok kezelésébe kerültek, amik aztán az 1960–70-es évekig folyamatosan megszüntették azokat.
A 18. században feltehetően Pula településnek is volt malma, mivel ekkor még több molnár is volt a faluban.
Petenden (ma: Vigántpetend) 1549-ben, majd a falu elnéptelenedése után 1700-ból maradtak feljegyzések arról, hogy a településen működött egy malom.

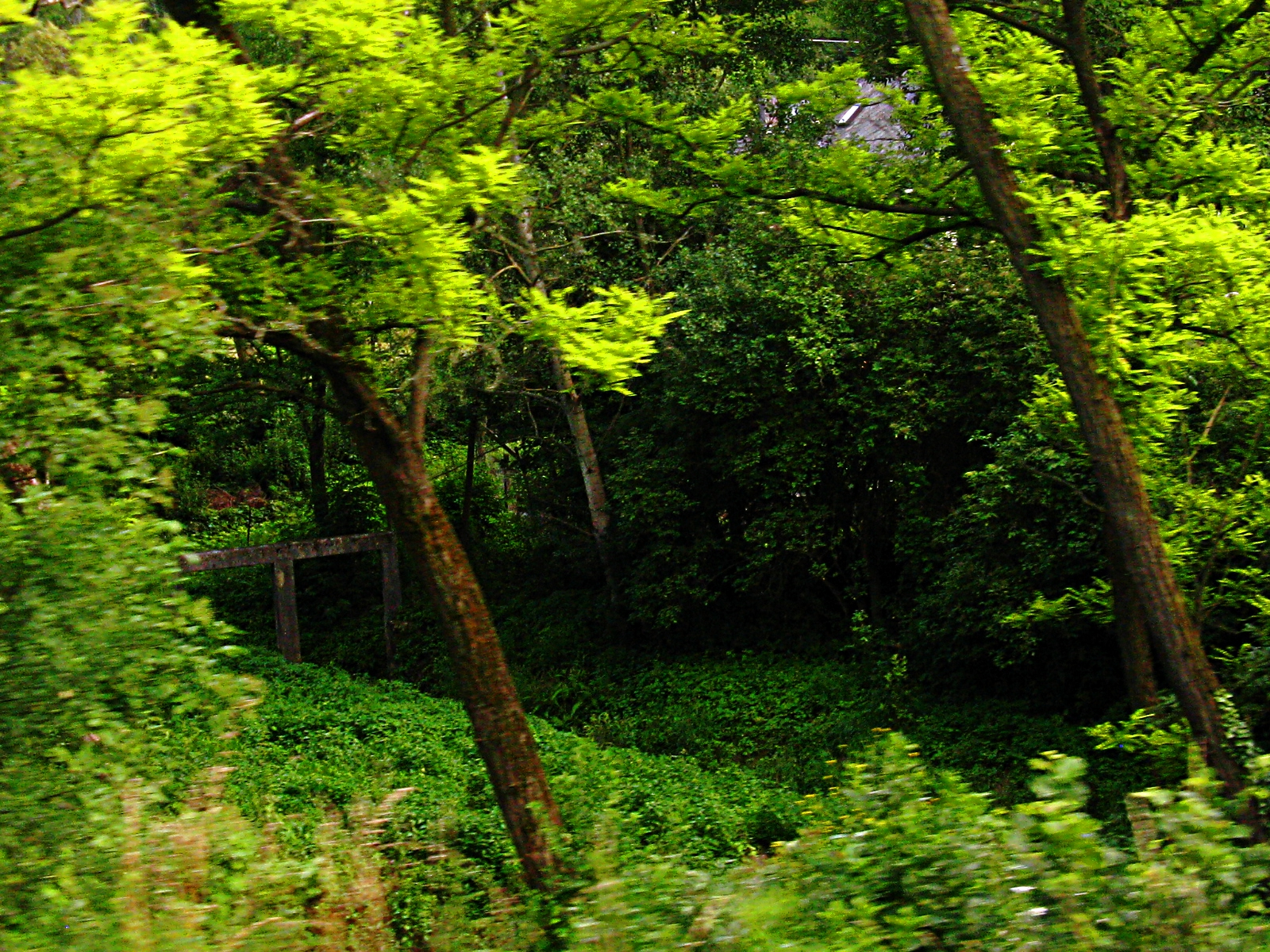
Nem működő zsilip (Eger-patak, Kapolcs)

Kapolcson több malom is volt, a 19. században kilenc darab „liszt-” és három darab fűrészmalom dolgozott a faluban. A településen az idők folyamán többek között az alábbi malmok üzemeltek: az Ilona-, a Kuthy-, a Kaszás-, a Krajcár-, a Bokovecz-, a Bíró-, a Sándor-, a Horvát-, a Mezriczky-, a Denti-, a Walter-, a Rossz-, a Csúcsos- és a Szaller-malom. 1945-ben is még négy üzemelt. Az államosítások idején a malmokat bezáratták.
A település romos állapotú malmainak felújítása 2013-ban is tart, amelynek folyományaként 2000-ben már újjáépítették a Szaller-malmot, amely ma Falumalom néven múzeumként látogatható. Kapolcson egykoron molnárcéh is működött. A Kapolcsi Kulturális és Természetvédelmi Egylet   Helyi Értéktárában kis összefoglaló is készült a valahai kapolcsi malomkultúráról.
Az Egervíz Monostorapátinál 1599-ben hat malmot is hajtott, de voltak időszakok a 17–18. századok során, amikor kettő, vagy egyetlen egy sem volt üzemben. A 20. század elején a II. világháborúig az Eger-völgyi települések között legnagyobbként a legtöbb – szám szerint öt – malom és így a legnagyobb őrlőkapacitás is itt volt. Ekkor, egy malomszíj ellopása után is még négy működött. A környéken itt üzemelt legtovább malom (a Löffler-malom, egészen 1965-ig működött).
Hegyesd és környéke a török hódoltság ideje alatt mérhetetlen pusztításon ment keresztül, de malmaik sértetlenek maradtak. Ezek mellett itt még két vashámor is üzemelt.
Diszelben 1329-től folyamatosan említenek vízimalmokat a korabeli leírások, melyek a nagybirtokos és a nemesi családok birtokában voltak. Ilyen malmok a Vashámori-, a Korona-, a Kasza-, a Stankovics-, a Tóth-, a Csabi- és a Szarvas-malom. 1997 nyarától az azelőtt elromosodott Stankovics-malom, Mújdricza Péter építész tervei alapján, Első Magyar Látványtár Kiállítóháza néven vált látogathatóvá.

### Mezőgazdaság
Az Eger-patak vízhozama öntözéshez, mesterséges tavak fenntartásához elegendő vizet biztosíthat. Emiatt a völgyzárógátas Hegyesdi-tározót eredetileg öntözési célból létesítették az 1980-as évek elején, azonban 1998 óta - évente leeresztett - halastóként üzemel.

### Halgazdaság
Az Eger-víz halállományára jellemző a sügér, a csuka, a vörösszárnyú keszeg és a bodorka.

## Élővilág
Az egykor igen bő, gyors folyású patak vize és növényi környezete gazdag állatvilágot vonzott magához.

### Növények

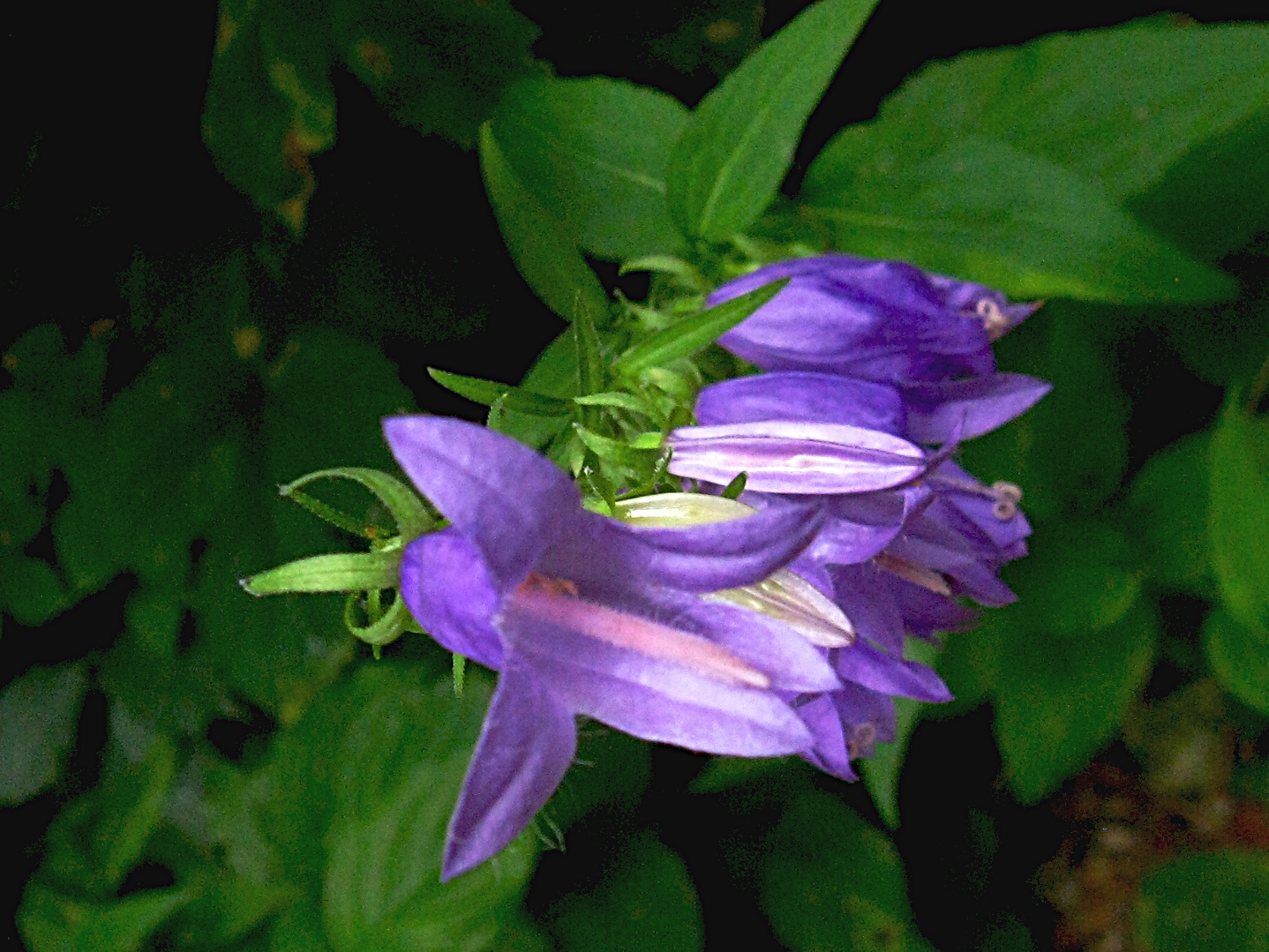
Harangvirág (Eger-patak, Pula)

A Dörögdi-medence környéke égeres, füzes, míg az északi letörések gyertyános–bükkös területek, Monostorapátinál (Sátorma) már cseres–tölgyeseket találunk. A torkolatvidékén található sárga vízililiom, rence és tavirózsa, árnyékot pedig terebélyes éger, kocsányos tölgyfák és a telepített jegenyefák nyújtanak.

### Állatok
A patak torkolatánál a mocsári csigák különböző fajtáival és nagyszámú rovarsereglettel, békaállománnyal találkozhatunk. Vizében domolykó, valamint a néha fel-felbukkanó pisztráng is megtalálható. A nagy kócsag vagy a szürke gém, illetve bakcsó, szárcsa és jégmadár is jellemzi a patakpart marárvilágát, de a fürj, a piroslábú cankó, a nádasok kismadarai a foltos nádiposzáta, a nádirigó vagy a nádi tücsökmadár és a seregély illetve a vadászó barna rétihéja is megjelenik. Az emlősök képviselői a tömzsi pézsmapocok, valamint a vidra, de nagyszámú szarvas-, őz-, és vaddisznó-populáció is látogatja a vizet.
A patak szitakötőfaunáját 25 különböző faj alkotja, többek közt a sebes acsa (Aeshna cyanea), sávos szitakötő (Agrion splendens), Kisasszony-szitakötő (Agrion virgo), lápi acsa (Anaciaeschna isosceles), óriás szitakötő (Anax imperátor), szőrös szitakötő (Brachytron pratens), díszes légivadász (Coenagrion ornatum), szép légivadász (Coenagrion puella), gyakori légivadász (Coenagrion pulchellum), (Cordulia aeneaturfosa), zöld légivadász (Erythromma viridulum), kék légivadász (Ischnura elegans), (Lestes barbant), csermelyszitakötő (Onychogomphus forcipatus),  széleslábú szitakötő (Platycnemis pennipes), erdei rabló (Sympecma fusca), valamint él itt vöröshasú unka (Bombina bombina).

#### Makroszkópikus gerinctelenek

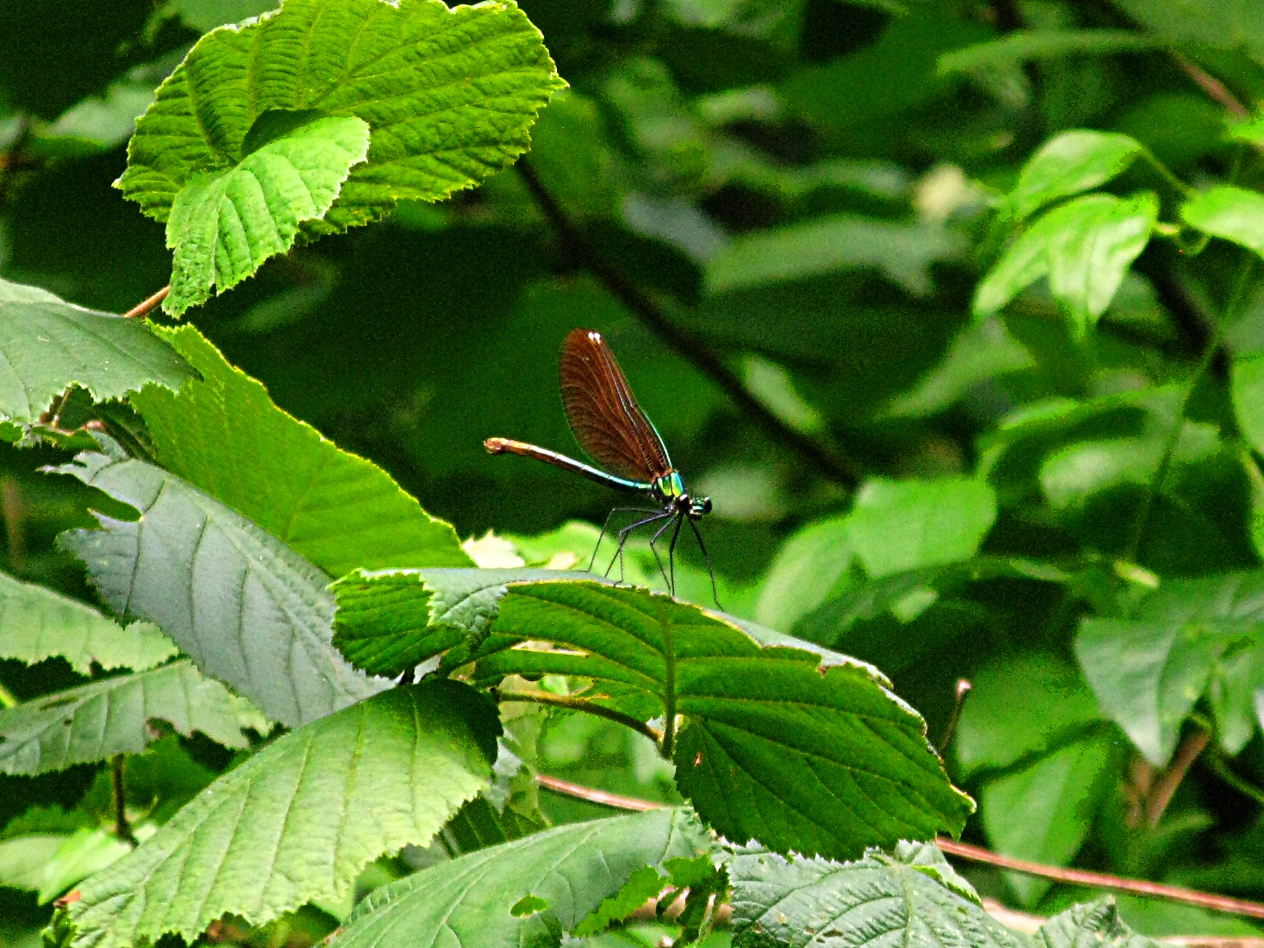
Szitakötő (Eger-patak, Pula)

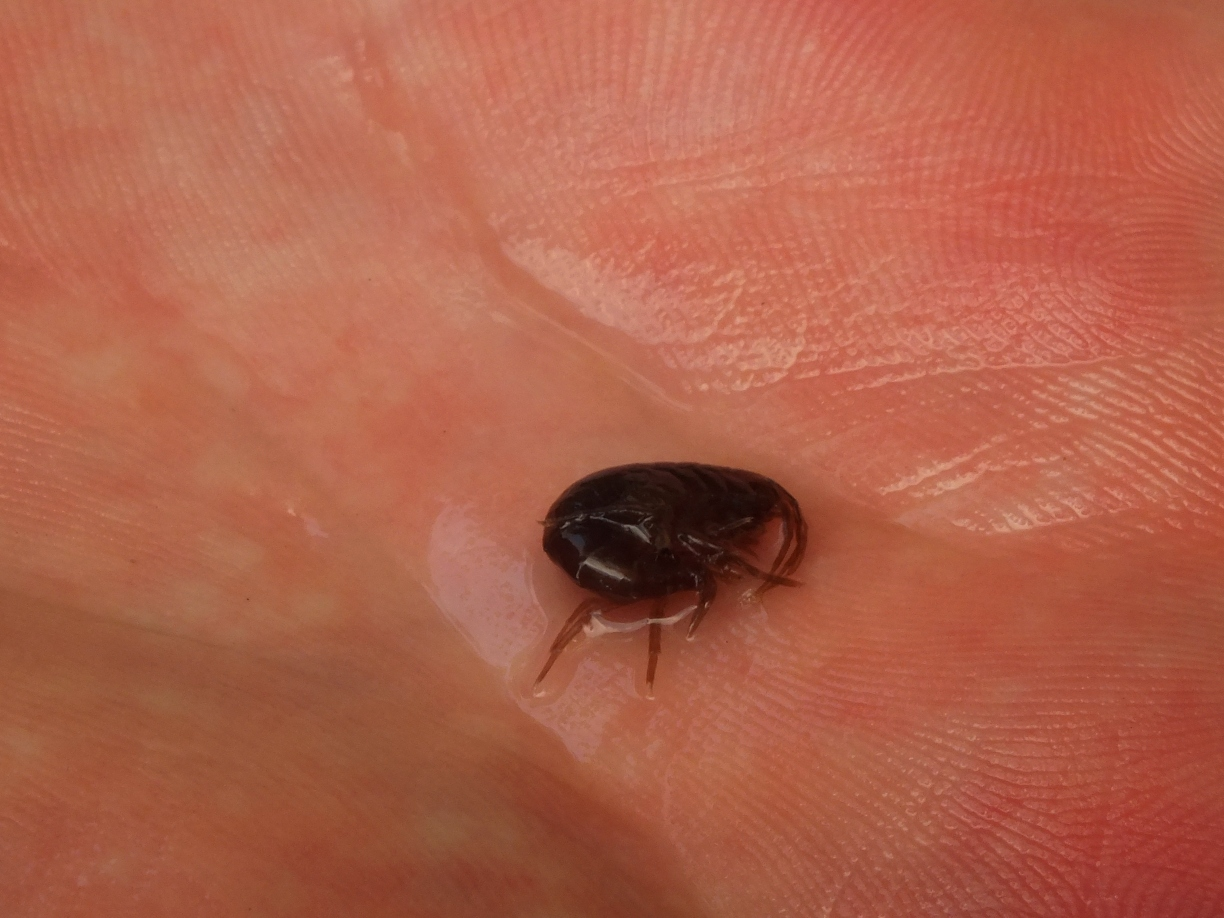
Édesvízi rák a monostorapáti Szent kút forrás vizében

Az Eger-pataknál többször is végeztek faunisztikai felméréseket. 2006-ban Gyulakeszi, Monostorapáti, Nemesgulács és Vigántpetend mederszakaszain. A vizsgálat során a patak makroszkopikus gerinctelen faunája a következő fajok jelenlétét mutatta ki: Malacostraca (Gammarus fossarum, tüskés bolharák (Gammarus roeseli)), Közönséges víziászka (Asellus aquaticus), Baetidae (Baetis pentaphlebodes, Baetis rhodani, Baetis vernus), Heptageniidae (Electrogena ujhelyii), Leptophlebiidae (Paraleptophlebia werneri), Ephemeridae (Dán kérész (Ephemera danica)), Calopterygidae (Calopteryx splendens, Calopteryx virgo), Platycnemis pennipes, Coenagrionidae (Coenagrion ornatum, Coenagrion puella, Ischnura elegans pontica, Ischnura pumilio), Libellulidae (Sympetrum sanguineum), Nemouridae (Nemoura cinerea), Nepidae (Nepa cinere, Ranatra linearis), Corixidae (Hesperocorixa linnaei, Sigara lateralis), Notonectidae (Notonecta glauca, Notonecta viridis), Pleidae (Plea minutissima), Hydrometridae (Hydrometra gracilenta, Hydrometra stagnorum), Gerridae (Aquarius paludum, Gerris lacustris), Haliplidae(Haliplus lineatocollis), Dytiscidae (Agabus paludosus, Colymbetes fuscus, Copelatus haemorrhoidalis, Cybister lateralimarginalis, Dytiscus dimidiatus, Dytiscus marginalis, Graptodytes pictus, Graptodytes pictus, Hydroglyphus geminus, Hydroporus angustatus, Hyphydrus ovatus, Ilybius ater, Ilybius fenestratus, Ilybius fuliginosus, Ilybius subaeneus, Laccophilus hyalinus, Laccophilus minutus, Platambus maculatus, Rhantus suturali), Noteridae (Noterus clavicornis, Noterus crassicornis), Gyrinidae (Gyrinus substriatus, Orectochilus villosus), Helophoridae (Helophorus granularis, Helophorus griseus), Hydrophilidae (Anacaena globulus, Anacaena limbata, Anacaena lutescens, Cymbiodyta marginella, Hydrobius fuscipes, Hydrochara caraboides, Laccobius bipunctatus, Laccobius minutus), Elmidae (Elmis aenea, Elmis maugetii, Elmis rioloides, Riolus subviolaceus), Tegzesek: Rhyacophilidae (Rhyacophila dorsalis, Rhyacophila fasciata), Hydropsychidae (Hydropsyche angustipennis, Hydropsyche saxonica), Psychomyiidae (Lype reducta, Tinodes unicolor), Limnephilidae (Anabolia furcata, Chaetopteryx fusca, Halesus digitatus, Halesus tesselatus, Ironoquia dubia, Limnephilus lunatus, Potamophylax rotundipennis), Goeridae (Goera pilosa, Lithax obscurus), Leptoceridae (Oecetis lacustris); Árvaszúnyogok: Tanypodinae (Ablabesmyia longistyla, Ablabesmyia monilis, Apsectrotanypus trifascipennis, Clinotanypus nervosus, Conchapelopia melanops, Conchapelopia pallidula, Procladius (Holotanypus) choreus, Rheopelopia ornata), Prodiamesinae (Odontomesa fulva, Prodiamesa olivacea), Orthocladiinae (Brillia bifida, Brillia longifurca, Cricotopus bicinctus, Cricotopus triannulatus, Cricotopus tristis, Cricotopus (Isocladius) sylvestris, Eukiefferiella claripennis, Nanocladius dichromus, Nanocladius rectinervis, Orthocladius (Euorthocladius) thienemanni, Orthocladius (Euorthocladius) oblidens, Paracladius conversus, Parametriocnemus stylatus, Paratrichocladius rufiventris, Paratrissocladius excerptus, Rheocricotopus (Psilocricotopus) chalybeatus, Rheocricotopus (Rheocricotopus) fuscipes, Thienemanniella), Chironominae (Chironomus luridus, Chironomus nuditarsis, Chironomus plumosus, Chironomus riparius, Cryptochironomus defectus, Cryptochironomus obreptans, Cryptochironomus redekei, Dicrotendipes nervosus, Glyptotendipes pallens, Harnischia fuscimana, Microtendipes chloris, Microtendipes pedellus, Parachironomus arcuatus, Parachironomus frequens, Parachironomus vitiosus, Paratendipes albimanus, Phaenopsectra flavipes, Polypedilum, Xenochironomus xenolabis, Micropsectra, Rheotanytarsus, Tanytarsus).

## Környezetvédelem
Az Eger-patak útja során érinti a Balaton-felvidéki Nemzeti Park és a Káli-medence Tájvédelmi Körzet egyes részeit. A Káli-medence tájvédelmi körzetét 1984-ben hozták létre 9111 hektáros területen. A Káli-medence területének geológiai értékei számottevőek. A medence déli részein permi vörös homokkő hegysor, nyugati részein mészmentes homokkő konglomerátumok, északi részein bazalt alkotta hegyek, a medence közepén pedig dolomit- és mészkőképződmények találhatóak. A területet észak felől az Eger-patak völgye határolja. A medence növénytársulásai közül kiemelkedő jelentőséggel bír a Köveskál településtől nyugatra fekvő Sásdi-rétek láprét, ahol hazánk legnagyobb lisztes kankalin populációja él. E nedves élőhelyet a környezetvédelmi szakemberek fából készült zsilipek rendszerével védik a kiszáradástól.

## Part menti települések
A patak partján 11 település és 1 városrész (Diszel – Tapolca része) fekszik. A Központi Statisztikai Hivatal Magyarország közigazgatási helynévkönyve, 2015. január 1. kiadványa alapján a településeken több, mint 5600 fő lakott.
- Nagyvázsony (Vázsonyi-Séd)
- Pula
- Vigántpetend
- Kapolcs
- Monostorapáti
- Hegyesd
- Diszel (Tapolca)
- Gyulakeszi
- Kisapáti
- Nemesgulács
- Badacsonytördemic
- Szigliget